# Millersburg, Indiana
Millersburg är en kommun (town) i Elkhart County i Indiana. Vid 2010 års folkräkning hade Millersburg 903 invånare.